# Браунтон
Браунтон (англ. Braunton) — деревня и община в неметропольном районе Норт-Девон графства Девон, что в Юго-Западной Англии. Располагается в 8 километрах к западу от главного города района — Барнстапла. С населением в 8 128 человек (по состоянию на 2011 год) является одной из самых густонаселённых деревень Девона, хоть и не Англии. Деревня находится в плодородной низменности под названием «Великое поле Бронтона», которое граничит с холмистой местностью Бронтон Барроуз — сердцем Норт-Девонского биосферного заповедника, крупнейшей системой песчаных дюн (псаммосере) в Англии, и выходит через большой пляж Сонтон Сэндс к западу от общины на атлантическое побережье. Сонтон Сэндс — один из пляжей для сёрфинга международного стандарта в Юго-Западной Англии.